# American Bryological and Lichenological Society
La American Bryological and Lichenological Society es una organización dedicada al estudio científico de todos los aspectos de la biología de briófitos y líquenes que forman los hongos y es una de las organizaciones botánicas más antiguos del país. Era conocido originalmente como la Sullivant Moss Society, nombrada por William Starling Sullivant. La Sociedad publica una revista trimestral distribuida en todo el mundo, The Bryologist, que incluye artículos sobre todos los aspectos de la biología de los musgos, antocerotófitos, hepáticas y líquenes.

## Historia
La Sociedad fue fundada en 1898, y fue conocido como el Sullivant Moss Chapter. Fue fundada por Elizabeth Gertrude Britton y Abel Joel Grout.
Annie Morrill Smith fue una figura central en la organización en los primeros años, contribuyendo con mucho tiempo, energía y dinero. Fue redactora o editora asociada de The Bryologist durante diez años, y cambió el nombre por el de Moss Sullivant Sociedad .